# Hjørring Søndre Provsti
Hjørring Søndre Provsti er et provsti i Aalborg Stift.  Provstiet ligger i Hjørring Kommune.
Hjørring Nordre Provsti består af 22 sogne med 27 kirker, fordelt på 9 pastorater.

## Pastorater
| Pastorater i Hjørring Søndre Provsti                 | Pastorater i Hjørring Søndre Provsti | Pastorater i Hjørring Søndre Provsti |
| ---------------------------------------------------- | ------------------------------------ | ------------------------------------ |
| Bistrup Pastorat                                     | Løkken storpastorat                  | Sankt Catharinæ Pastorat             |
| Sankt Hans-Sankt Olai Pastorat                       | Skallerup-Vennebjerg-Mårup Pastorat  | Tårs Pastorat                        |
| Vejby-Sejlstrup-Jelstrup-Harritslev-Rakkeby Pastorat | Vrå-Em Pastorat                      | Vrejlev-Hæstrup Pastorat             |

## Sogne
| Sogne i Hjørring Søndre Provsti | Sogne i Hjørring Søndre Provsti | Sogne i Hjørring Søndre Provsti |
| ------------------------------- | ------------------------------- | ------------------------------- |
| Bistrup Sogn                    | Børglum Sogn                    | Em Sogn                         |
| Harritslev Sogn                 | Hæstrup Sogn                    | Jelstrup Sogn                   |
| Lyngby Sogn                     | Løkken-Furreby Sogn             | Mårup Sogn                      |
| Rakkeby Sogn                    | Rubjerg Sogn                    | Sankt Catharinæ Sogn            |
| Sankt Hans Sogn                 | Sankt Olai Sogn                 | Sejlstrup Sogn                  |
| Skallerup Sogn                  | Tårs Sogn                       | Vejby Sogn                      |
| Vennebjerg Sogn                 | Vrejlev Sogn                    | Vrensted Sogn                   |
| Vrå Sogn                        |                                 |                                 |